# Moval
Moval era una comuna francesa situada en el departamento del Territorio de Belfort, de la región de Borgoña-Franco Condado. El 1 de enero de 2019, fusionó con Meroux y pasó a ser una comuna delegada de la comuna nueva de Meroux-Moval.
Los habitantes se llaman Movalois.

## Geografía
Está ubicada a 6 km al sur de Belfort y forma parte de la aglomeración urbana de esta ciudad.

## Demografía
| 63 | 84 | 140 | 223 | 247 | 250 | 321 | 441 |
| Para los censos de 1962 a 1999 la población legal corresponde a la población sin duplicidades (Fuente: INSEE [Consultar]) |    |     |     |     |     |     |     |